# Móric Beňovský
Matúš Móric Michal František Serafín August Beňovský (tehdy psané Benyowsky; 20. září 1746, Vrbové – 23. květen 1786, osada Mauritania, Madagaskar) byl uherský dobrodruh, cestovatel, objevitel, kolonizátor, spisovatel a válečník, král Madagaskaru, plukovník francouzské armády, velitel polské armády a rakouský voják.
Beňovský byl typický představitel období osvícenství, rozvoje dopravy a obchodu a objevování neznámých území. Byl jedním z prvních objevitelů zkoumajících severní Pacifik – prozkoumal západní pobřeží Aljašky mezi ústím Yukonu a Kuskokwinu, přičemž se plavil podél ostrova Unimak (Aleuty). Prozkoumal též Ostrov sv. Vavřince a Madagaskar, kterémužto ostrovu vládl krátce jako král, než padl v boji s francouzskými invazními silami. Jeho Paměti se staly světovým bestsellerem.

## Jména v jiných jazycích
- polsky: Maurycy August Beniowski
- maďarsky: Benyovszky Móric
- francouzsky: Maurice Auguste de Benyowsky/-ski
- anglicky: (Matthew) Maurice Benyowsky/Benovsky
- německy: Moritz Benjowsky/-ski/Benyowski
- latinsky: Mauritius Auguste de Benovensis

## Životopis

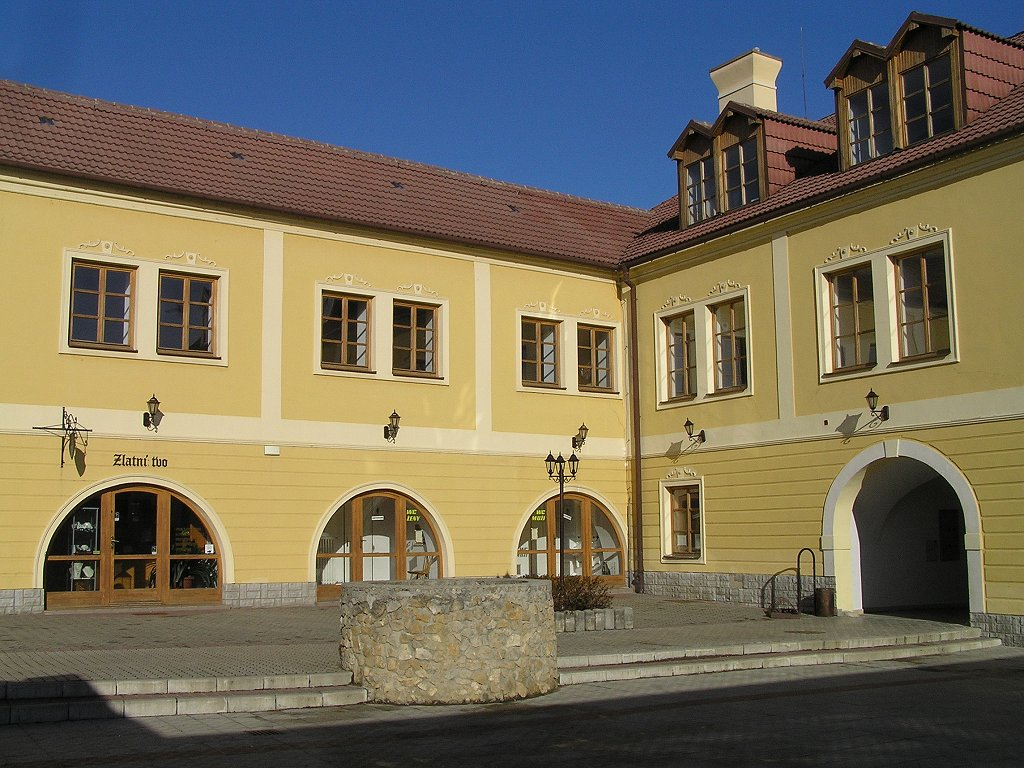
Sídlo Beňovských ve Vrbovém, místo narození Mórice Beňovského

Rok jeho narození (1741/1746) je sporný. Narodil se ve Vrbovém (téhdy Verbó) a strávil tam i své dětství. Jeho otcem byl Samuel Benyovszky (plukovník 9. pluku maďarských husarů) a jeho matka se jmenovala Ana Révay (baronka z maďarského rodu Pestvarmegyei). Kariéru začal jako důstojník rakouské armády (oblast dnešního Slovenska byla v té době součástí Uherska, které bylo královstvím rakouské monarchie) v sedmileté válce. Kvůli svým názorům na náboženství a vztahu k autoritám byl nucen opustit rakouskou monarchii (tedy i Uhersko). 20. dubna 1768 se v Polsku oženil s Anou Hönsch.
V roce 1768 se přidal k polskému národnímu hnutí proti ruské intervenci v Polsku (Barská konfederace). Rusové ho zajali a spolu s tisíci Poláky odvlekli do Kazaně, později ho přemístili na Kamčatku (Sibiř). Odtud Beňovský uprchl na unesené ruské lodi spolu s dalšími vězni; s nimi pak objevitelskou plavbou pokračoval severním Pacifikem, přes Japonsko a Tchaj-wan do čínského Kantonu. Později své cesty popsal v pamětech (v nich několikrát uvedl, že se považuje za Poláka). V roce 1772 dorazil do Paříže, kde zapůsobil na krále Ludvíka. Ten mu nabídl místo zástupce Francie na Madagaskaru. V roce 1776 Beňovského na Madagaskaru místní kmenoví náčelníci zvolili za ampansacabeho (krále) Madagaskaru. Ve stejném roce se vrátil do Paříže, kde byl později na příkaz Ludvíka povýšen na generála, byl mu udělen vojenský řád Svatého Ludvíka a dostal doživotní rentu.
V roce 1777 se úzce spřátelil s americkým vyslancem ve Francii Benjaminem Franklinem, který se stal rodinným přítelem i jeho dvou dcer. Seznámil se i s polským hrabětem Casimirem Pulaskim (1748-1779), který v roce 1777 do (dnešních) USA doručil Beňovského listinu, ve které Beňovský nabídl Americké revoluci Madagaskar jako základnu v boji proti Anglii. To však Kontinentální kongres zamítl. V té době se Beňovský obrátil na rakouský dvůr (Marie Terezie) a nabídl mu své služby. Rakousko, které ho kdysi vyhnalo ze svého území, nyní změnilo názor na slavného cestovatele a udělilo mu amnestii. V zimě roku 1777/1778 se vrátil do Uher do svého zámku v Beckovské Vísce, odkud kromě jiného korespondoval s francouzskými úřady. V roce 1778 ho Marie Terezie osobním listem povýšila na hraběte, odmítla však jeho projekty námořního obchodu z Uherska, především zřízení obchodní cesty z Komárna do Rijeky. V roce 1778–1779 bojoval ve válce mezi Rakouskem a Pruskem v Prusku.
Následně Beňovský uskutečňoval výpravy do Ameriky. V roce 1779 odplul do Ameriky za Pulaskim a nabídl své služby Americké revoluci. Dovolili mu bojovat pod velením Pulaskiho v bojích o Savannah. Pulaski zde zemřel v rukách Beňovského a také jeho smrt ukončila první Beňovského pobyt v Americe. Do Ameriky se vrátil v roce 1782, prostřednictvím Benjamina Franklina se seznámil s Georgem Washingtonem a jeho manželkou a nabídl jim, že shromáždí v Německu pro Americkou revoluci armádu. Na Washingtonův návrh také znovu přepsal a předložil Kontinentálnímu kongresu svůj bývalý návrh, ale vztahy amerických osad s Británií se nečekaně zlepšily, čímž návrh nebyl přijat. Cestou zpět do Uher se zastavil na dnešním Haiti, kde navštívil Františka Beňovského, svého bratra, který tam byl umístěn s francouzskou armádní jednotkou. Po návratu do Uher dostal od císaře Josefa II. listinu, opravňující ho založit na Madagaskaru rakouskou kolonii, které by byl Beňovský guvernérem, ale projekt nakonec nebyl z finančních důvodů schválen.
Jelikož nezískal Beňovský uznání od Francie, Rakouska ani USA, obrátil se na Velkou Británii, kde roku 1783 požádal vládu o povolení expedice na Madagaskar. V témže roce odevzdal své francouzsky psané paměti Johnovi Hyacinthovi de Magellan (potomkovi stejnojmenného slavného mořeplavce), který je přeložil do angličtiny a vydal. Následně byly paměti přeloženy do různých jazyků (například do němčiny 1790, slovenštiny (úryvky) 1808, maďarštiny 1888) a kniha se stala světovým bestsellerem.
V roce 1784 jmenoval J. H. Magellana pověřením pro Madagaskarský stát a oprávnil ho pro zastupování ve všech hospodářských a politických záležitostech na ostrově. V tom samém roce se vydal na svou druhou expedici na Madagaskar na lodi Intrepid poskytnuté obchodníky Messonierem a Zollikoferem, s kterými se seznámil v Anglii v Baltimoru. Loď musela po cestě nouzově přistát v Brazílii. V roce 1785 dorazil na Madagaskar, tentokrát jako zástupce Anglie. Zorganizoval zde vzpouru domorodců proti francouzské osadě Foulpointe. Poté začal budovat hlavní město své plánované „říše“ – Mauritanii (pojmenovanou po něm samotném) na Cape East (nejvýchodnější bod ostrova). Jeho angličtí a američtí společníci dostali ve městě pozemky. Z Mauritanie obchodoval s Marylandem a Baltimorem (v Anglii), především s otroky. V roce 1786 rozzlobené francouzské ministerstvo námořnictví poslalo na Madagaskar tajnou výpravu, která 23. května provedla překvapivý útok. Beňovský v boji zemřel v Mauritanii, kde ho také pochovali spolu se dvěma ruskými utečenci, kteří ho doprovázeli od útěku z Kamčatky.

## Móric Beňovský v umění
- Memoirs and Travels of Mauritius Augustus Count de Benyowsky: Consisting of His Military Operations in Poland, His Exile into Kamchatka, His Escape and Voyage from that Peninsula through the Northern Pacific Ocean, Touching at Japan and Formosa, to Canton in China, with an Account of the French Settlement He Was Appointed to Form upon the Island of Madagascar (1790), Beňovského paměti.
- August von Kotzebue: Hrabě Beňovský aneb Spiknutí na Kamčatce (1795, Graf Benjowsky oder die Verschwörung auf Kamtschatka), divadelní hra.
- François Adrien Boieldieu: Beňovský aneb Vyhnanci na Kamčatce (1800, Béniovski ou Les Exilés du Kamchattka), opera na libreto Alexandra Duvala.
- Nikolaj Smirnov: Říše slunce (1928, Государство Солнца), dobrodružný historický román pro mládež, česky Albatros, Praha 1976
- Desider Galský: Král Madagaskaru, dobrodružný historický román pro mládež, SNDK, Praha 1967.
- Vivat Beňovský! (1975), československo-maďarský televizní seriál, režie Igor Ciel, v hlavní roli Jozef Adamovič.
- Kráľ kráľov bol z … Vrbového (1996), slovenský dokumentární film, scénář Miroslav Musil, režie Fedor Bartko.
- Moric Beňovský žije! (2012), slovenský televizní dokumentární film, připravil ředitel Združenia Mórica Beňovského na Slovensku Vladimír Dudlák.